# ديفيد دينبي
ديفيد دينبي (بالإنجليزية: David Denby)‏ هو صحفي وكاتب وناقد سينمائي أمريكي، ولد في 1943 في نيويورك في الولايات المتحدة.

## وصلات خارجية
- الموقع الرسمي
- ديفيد دينبي على موقع IMDb (الإنجليزية)
- ديفيد دينبي على موقع ميتاكريتيك (الإنجليزية)
- ديفيد دينبي على موقع روتن توميتوز (الإنجليزية)
- ديفيد دينبي على موقع قاعدة بيانات الفيلم (الإنجليزية)
- ديفيد دينبي على موقع كينوبويسك (الروسية)